# Надірадзе Колау
Надірадзе Колау (24 лютого (8 березня) 1895, Кутаїсі, Російська імперія — 28 жовтня 1990) — останній з плеяди грузинських поетів-символістів.

## Біографія
Народився в 1895 році в Кутаїсі в сім'ї лікаря. Навчався в Кутаїській класичній гімназії.
У 1912—1916 рр. навчався в Московському університеті на юридичному факультеті. З 1916 року почав друкуватися в журналі об'єднання «Блакитні роги», ставши одним з яскравих представників грузинського символізму. Один з перших його творів — «Мрія про Грузію». До середини 1920-х рр. — епігон школи символізму, апологет крайнього декадентського естетизму, що особливо помітно в його збірнику «Катафалк» (1920), де проглядаються мотиви містики, а також націоналістичні настрої.
У 1920-х рр. після встановлення Радянської влади поступово перейшов від символізму до соцреалізму, в 1930 році опубліковані його вірші про революцію.

Незважаючи на свій конформізм, в 1937 був заарештований, але звільнений (разом з Серго Клдіашвілі) після розстрілу донощика.
Пізніше були видані збірки віршів (1946), «Вірші» (1955), "Вірші. Поема "(1964). У 1962 році в його перекладі була видана збірка віршів російських і французьких поетів.